# Diego Mendes
Pour les articles homonymes, voir Mendes.
Diego de Jesus Mendes, né le 19 mars 1990, est un coureur cycliste brésilien. Il participe à des compétitions sur route et sur piste.

## Biographie
En juin 2023, il crée la surprise en devenant champion du Brésil du contre-la-montre, devant les principaux favoris,. Il est alors âgé de trente-trois ans. La même année, il s'impose à plusieurs reprises dans des courses nationales. Il représente ensuite son pays natal aux championnats panaméricains de 2024. 

## Palmarès
- 2021
  - 2e du championnat du Brésil de poursuite par équipes
- 2023
  -  Champion du Brésil du contre-la-montre
  - Grande Prêmio Curitiba
  - Volta de Brusque :
    - Classement général
    - 1re étape (contre-la-montre)

  - 3e du championnat du Brésil de poursuite par équipes
- 2024
  -  Champion du Brésil du contre-la-montre
  -  Champion du Brésil de poursuite[3]
  - 1re étape de la Copa Hans Fischer (contre-la-montre)
  - 1re étape de la Volta de Brusque (contre-la-montre)
- 2025
  -  Champion du Brésil de poursuite par équipes (avec Armando Camargo, Endrigo Pereira, Luan Carlos Silva et Edson Ponciano)
  -  Médaillé de bronze du championnat panaméricain du contre-la-montre
  - 3e du championnat du Brésil de poursuite
  - 3e du championnat du Brésil du contre-la-montre